# Nikola Pokrivač
Nikola Pokrivač (Csáktornya, 1985. november 26. – Károlyváros, 2025. április 18.) horvát válogatott labdarúgó, a Sahtyor Karagandi játékosa. Posztját tekintve védekező középpályás.

## Sikerei, díjai
Dinamo Zagreb
- Horvát bajnok (2): 2006–07, 2011–12
- Horvát kupagyőztes (2): 2007–08, 2011–12

Red Bull Salzburg
- Osztrák bajnok (1): 2009–10

## Halála
2025. április 18-án súlyos közúti balesetet szenvedett, melynek következtében életét vesztette.